# 山口県立光丘高等学校
山口県立光丘高等学校（やまぐちけんりつ ひかりがおかこうとうがっこう）は、山口県光市浅江光丘に所在した公立の高等学校。山口県立光高等学校との混同を避けるため、地元では「がおか」の愛称で親しまれていた。

## 設置学科
- 総合学科
  - 自然科学系列
  - 国際理解系列
  - 人文科学系列
  - 情報系列
  - 健康・スポーツ系列
  - 芸術系列

## 歴史
- 1983年4月1日 - 開校、普通科を設置。
- 2001年4月1日 - 普通科を総合学科に改編。
- 2020年3月 - 旧山口県立光高等学校との再編統合により募集停止。
- 2020年4月1日 - 前記の再編統合に伴い、新山口県立光高等学校が開校[1]。総合学科は新山口県立光高等学校に継承[注釈 1]。
- 2022年3月31日 - 閉校[2]。

## 著名な卒業生
- 増田いずみ - 歌手（1期生）
- 吉村憲二 - お笑い芸人・ブロードキャスト!!（12期生）
- くまがい杏子 - 漫画家（16期生）
- 松陰寺太勇 - お笑い芸人・ぺこぱ（17期生）[3]

## 同窓会長
- 宝迫昌明（1期生）

## 跡地
2023年（令和5年）、光市は山口県立光丘高等学校の跡地を県から取得し、光市立浅江中学校を移転させる方針を固めた。